# Сантуш Онамбве, Энрике
Энрике ди Карвалью Сантуш Онамбве (порт. Henrique de Carvalho Santos Onambwé; 5 мая 1940, Порто-Амбоим, Португальская Западная Африка — 15 октября 2023, Лиссабон, Португалия) — ангольский политик, видный деятель МПЛА, в 1970-х заместитель директора службы госбезопасности DISA, в 1980-х министр промышленности НРА. Один из руководителей кровопролитного подавления Мятежа «фракционеров». Получил известность также, как автор государственного флага Анголы.

## В антиколониальной борьбе
Родился в мулатской семье городского среднего класса. Город Порто-Амбоим прежде именовался Бенгела-а-Велья, поэтому иногда Онамбве называют уроженцем Бенгелы. При рождении получил имя Энрике ди Карвалью Сантуш. Инженерное образование получил в Гейдельбергском университете, геологическое — в Гаванском университете.
Придерживался коммунистических взглядов, в эмиграции вступил в марксистское антиколониальное движение МПЛА. Прошёл повстанческое обучение в Алжире. Участвовал в политических мероприятиях по молодёжной линии. Политически ориентировался на Агостиньо Нето и Лусио Лару. Принял псевдоним Онамбве, ставший личным именем и фамилией.
Во время войны за независимость находился в основном в эмиграции на территории Замбии. Специализировался на охране руководства и контрразведке. В 1970 Нето ввёл Онамбве в оперативный отдел Военно-политического координационного комитета МПЛА, в 1971 — в командование Северным оперативным регионом.

## В переходный период
После португальской Революции гвоздик начался процесс деколонизации. 8 ноября 1974 в Луанду прибыла партийная «делегация 26-ти» во главе с Лусио Ларой. Этот приезд способствовал быстрому занятию МПЛА доминирующих позиций. В состав делегации входил и Энрике Онамбве.
31 января 1975 было сформировано переходное правительство трёх антиколониальных движений — МПЛА, ФНЛА и УНИТА. Энрике Онамбве занял пост госсекретаря (замминистра) МВД. Возглавлял структуру МПЛА в Луанде. После распада коалиционного правительства Онамбве участвовал в создании ФАПЛА и установлении силового контроля МПЛА над Луандой.

## Интеллектуал спецслужбы
11 ноября 1975 была провозглашена независимость НР Аногла под властью МПЛА. Первым президентом стал Агостиньо Нето. Именно Онамбве разработал эскиз государственного флага независимой Анголы.
29 ноября учреждён Директорат информации и безопасности Анголы (DISA) — спецслужба, структура политического сыска и карательный орган нового правительства. Энрике Онамбве был назначен заместителем директора DISA Луди Кисасунды. Курировал политическую составляющую спецслужбы. В этом качестве участвовал в гражданской войне.
Онамбве активно способствовал быстрому формированию и высокой эффективности DISA. Считался интеллектуалом спецслужбы, чем способствовал и его внешний имидж. Отличался крайней решительностью и жестокостью, а также надменностью поведения, склонностью к «богемности» и бытовому разгулу.
В партийно-государственном аппарате и силовых структурах быстро произошёл раскол. Выделилась группировка Nitistas — сторонники Ниту Алвиша, выступавшие с ортодоксально-коммунистических и при этом популистских позиций. Онамбве олицетворял все враждебные Nitistas категории — мулат во власти, выходец из зажиточных горожан, функционер тайной полиции, сподвижник Лусио Лары. Победа внутрипартийной оппозиции означала для него не только политическую, но и физическую угрозу.

## «Мозг и исполнитель» репрессий
27 мая 1977 Nitistas подняли в Луанде Мятеж «фракционеров». Были взяты в заложники и погибли несколько человек из окружения президента Нето (в их числе министр финансов Сайди Мингаш). Онамбве являлся одним из руководителей подавления. Он оперативно и жёстко отреагировал, когда власти в целом ещё пребывали в растерянности. Подчинённые Онамбве спецчасти DISA открыли огонь на поражение. Он также настоял на аналогичном приказе начальника полиции Сантаны Петроффа. Онамбве командовал правительственными войсками при штурме Rádio Nacional — ключевом акте подавления (Луиш душ Пасуш впоследствии сожалел, что не застрелил его, хотя имел возможность). Решающую роль в разгроме Nitistas сыграли, однако, кубинские войска в Анголе.
Онамбве принадлежал к ключевым фигурам массовых репрессий, захлестнувших Анголу после подавления мятежа. Он характеризовался как «мозг резни» и при этом руководил оперативными мероприятиями. Лично руководил расстрелами офицеров 9-й бригады спецназа. Под его руководством спецкоманды DISA обнаружили и бессудно казнили Ниту Алвиша, Жозе Ван Дунена, Ситу Валлиш, Жакоба Каэтану, Эдуарду Бакалоффа, Эдуарду Эваристу, других ведущих Nitistas. Онамбве лично взялся арестовать министра иностранных дел Жозе Эдуарду душ Сантуша — в скором будущем президента Анголы — за выраженные прежде симпатии к Nitistas. Этого не допустил президент Нето, высказавшись в том плане, что «так вообще никого не останется».
Представление о методах Онамбве даёт эпизод с письмом Ситы Валлиш. Она попыталась тайно обратиться в советское посольство. В этом согласилась помочь Изабел Пенагиан, жена брата Ситы — Адемара Валлиша, начальника управления тяжёлой промышленности в Минпроме НРА. Это намерение стало известно DISA. Онамбве допросил Пенагиан, пригрозил ей казнью мужа, но обещал сохранить ему жизнь при немедленной передаче письма. Изабел согласилась на это. Письмо было отдано, но обещание не выполнено. Хотя Адемар Валлиш не имел никакого отношения к событиям 27 мая, он был арестован, почти год провёл в тюрьме и расстрелян в марте 1978.
Преследования не отнюдь не ограничивались лидерами и участниками мятежа партии и партийно-государственными функционерами. Погибли десятки тысяч людей, заподозренных в нелояльности, многие стали случайными жертвами. В тюрьмах и специально устроенных лагерях применялись жестокие пытки. Главными организаторами репрессий являлись Агостиньо Нето, Лусио Лара, Энрике Каррейра, Луди Кисасунда, Энрике Онамбве. Эта роль определила репутацию Онамбве на последующие десятилетия.

## Повышение и отстранение
В декабре 1978 Онамбве был повышен в партийной иерархии до кандидата в члены Политбюро ЦК МПЛА (Кисасунда состоял в Политбюро). Американские аналитики констатировали усиление его позиций, но объясняли это соблюдением регионального баланса в Политбюро. Отмечалось также, что положение Онамбве зависит от отношения кубинского руководства.
Массовые убийства создали DISA крайне одиозную репутацию в стране и подорвали международный имидж Агостиньо Нето. Президент обвинил органы госбезопасности в «эксцессах, подрывающих авторитет партии». 22 июня 1979 DISA был расформирован (функции переданы MININT, затем MINSE). Онамбве был переведён на должность министра промышленности и энергетики.
После смерти Агостиньо Нето во главе МПЛА и НРА стал Жозе Эдуарду душ Сантуш. Новый президент постепенно, но неуклонно оттеснял руководителей прежней генерации. Лара, Каррейра, Кисасунда лишились своих постов, хотя им отдавались почести, а бывший директор DISA занимал административные должности. Онамбве был снят с правительственного поста, выведен из партийного руководства и фактически устранён из политики. Некоторое время Онамбве работал по инженерной специальности. Впоследствии перебрался в Португалию. При этом за ним сохранялось воинское звание генерала запаса.
Энрике Онамбве воспринимается в Анголе прежде всего как организатор массовых убийств 1977 года. Это не перевешивается даже авторством национального флага. Отношение к нему негативно практически во всех социальных слоях и политических группах. В 2021 президент Жуан Лоренсу выступил с официальной переоценкой событий 27 мая 1977 года и извинениями за «непропорциональное применение силы». Нето, Лары, Каррейры, Кисасунды к тому времени не было в живых.

## Кончина
Проживал Онамбве в лиссабонском доме престарелых, на своей исторической родине по отцовской линии. Скончался в возрасте 83 лет. Посольство Анголы в Португалии специальным заявлением характеризовала Онамбве как выдающегося участника борьбы за независимость.
Энрике Онамбве был женат на кубинке, имел шестерых детей. По случаю его кончины Политбюро ЦК МПЛА выразило соболезнование членам семьи Онамбве.